# Майський (Адамовський район)
Ма́йський (рос. Майский) — селище у складі Адамовського району Оренбурзької області, Росія.

## Населення
Населення — 993 особи (2010; 1147 у 2002).
Національний склад (станом на 2002 рік):
- росіяни — 49 %